# Глубокий (приток Харькова)
Глубокий (укр. Глибокий) — ручей на территории города Харькова в районе Салтовки. Впадает в реку Харьков, левый приток.

## Базовые сведения
Русло его проходит по Глубокому яру, который расположен к югу от Стадницкого яра.
Ручей протекает по территории Салтовского жилмассива от его восточных окраин (предположительно, исток находится за пересечением улиц Познанской и Владислава Зубенко), вдоль улицы Владислава Зубенко, затем проходит параллельно улице Дунаевского, пересекая улицу Барабашова, немного южнее территорий Химико-технологического корпуса Национального фармацевтического университета и Харьковского национального педагогического университета (микрорайон Пески), где впадает в гребной канал — часть Журавлёвского водохранилища на реке Харьков. На пересечении с улицей Академика Павлова, и вблизи устья, на пересечении с теплотрассой, ручей течёт по подземному коллектору.
Русло ручья пролегает по дну довольно глубокой заболоченной балки, пересекающей Салтовку на всей её протяженности с востока на запад. Образует несколько небольших прудов. Через ручей проложены мосты, такие как автомобильный мост по улице Гвардейцев Широнинцев, и менее нагруженные мосты в районе Восточной Салтовки — по улице Гарибальди и Познанской, а также дамба с подземным коллектором по проспекту Тракторостроителей.
Устье ручья находится приблизительно на расстоянии в 1 км к северу от окраин рынка «Барабашово» и Салтовского электродепо Харьковского метрополитена.
Длина русла от истока на восточных окраинах города до устья в районе Шевченки (Харьков) вблизи Журавлёвки составляет более 5 км.

## Исторические сведения
- На военно-топографических картах Шуберта середины XIX века на месте нынешнего района Шевченки (Харьков) был Лащенков хутор[3].
- Между хутором Лащенкова, располагавшимся ниже по течению реки Харьков на левом берегу Глубокого ручья, и хутором Рыжова[4], находившемся выше по течению Харькова на правом склоне Китлярчиного ручья[5], в 1860-х годах находился стеариновый завод.

## Источник воды
Возле дома номер 25 по улице Владислава Зубенко располагается один из источников пресной воды в городе — источник Глубокий Яр (см. Источники Харькова).

## Галерея
- Ручей перед погружением в коллектор
- Место погружения ручья в коллектор
- Глубокий Яр. Общий вид.
- Бювет источника Глубокий Яр
- Пешеходный мост
- Автомобильный мост, перекинутый через Глубокий Яр (ул. Гвардейцев Широнинцев).